# Cruus

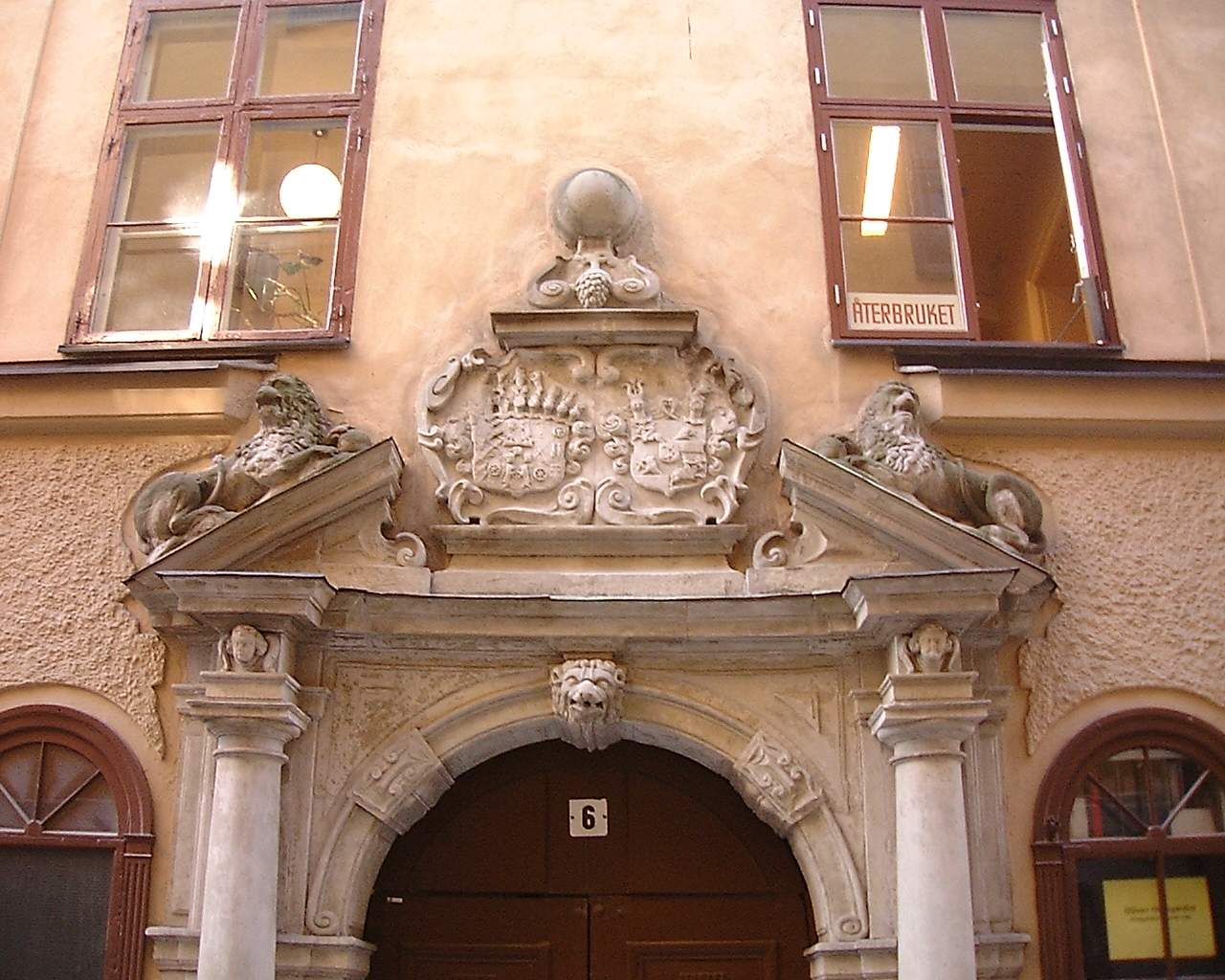
Den Cruuska vapenskölden till höger över porten till Mäster Olofsgården i Stockholm.

Cruus, även Krus, släktnamn för en svensk-finländsk adelsätt med tre grenar, introducerad 1625; utdöd 1727 den 17/12. Ätten Kruse af Elghammar, med grenen Kruse af Kajbala, är obesläktad.
Släkten skall enligt en obekräftad uppgift från Johannes Messenius ha stammat från Cruusborg i Bajern. En senare släkting skall ha varit den i samtida handlingar ej påträffade Truls Kruse, som skall ha bott på Bornholm. Den förste säkert belagde ättemedlemmen var väpnaren Jesper Nilsson, som 1514 bytte till sig jord i Harrkie, Kärrbo socken.
I samband med riddarhusets tillkomst 1625 introducerades Jesper Nilssons sonson Mats Larsson under namnet Cruus af Harfvila under nr 2 i den forna riddarklassen. 1652 upphöjdes Jesper Mattson Krus till friherrlig värdighet under namnet Cruus af Gudhem nr 44 och därmed utslocknade grenen Cruus af Harfvila. En brorson till Mats Larsson, Jesper Andersson Crus, introducerades 1625 under namnet Cruus af Edeby.

## Äldsta medlemmarna
- Niklis Kruse
  - Jesper Nilsson
    - Lars Jespersson (död 1587 eller 1588)
      - Matts Larsson (Kruse) (-1606)
        - Jesper Mattson Krus (1577-1622)
          - Johan Jespersson Cruus af Harfvila (1617-1644)
          - Lars Jespersson Cruus af Harfvila, (1621-1656), upphöjd till friherrligt stånd Cruus af Gudhem

        - Johan Mattson (död ung)
        - Axel Mattson Cruus af Harfvila (1584-1630)

      - Jesper Larsson
      - Peder Larsson
      - Anders Larsson 
        - Jesper Andersson Cruus af Edeby
          - Gustaf Jespersson Cruus af Edeby (1620-1665), landshövding i Kalmar län 1664-65
            - Jesper Gustafsson Cruus af Edeby (1644-1702), kapten
              - Gustaf Jesper Cruus af Edeby (1702-1727), ogift, med denne utslocknade grenen Cruus af Edeby.

      - Nils Larsson Kruse (1550-1625)
        - Jesper Nilsson Cruus till Frösåker och Aggarö (begravd 1651-01-19)

    - Nils Jespersson (död 1574), amiral
      - Jesper Nilsson (Kruse) (död 1573 i slaget vid Lode)
      - Erik Nilsson Kruse (död före 1583)
        - Erik Eriksson (död ung)

## Fastigheter
- Cruuska palatset
- Mäster Olofsgården
- Brinkhalls gård